# Cuza Vodă (okręg Călărași)
Cuza Vodă – wieś w Rumunii, w okręgu Călărași, w gminie Cuza Vodă. W 2011 roku liczyła 2170 mieszkańców.